# Cratere Udaltsova
Udaltsova  è un cratere sulla superficie di Venere. Deve il proprio nome a Nadežda Andreevna Udal'cova (in russo Надежда Андреевна Удальцова?), artista sovietica di etnia russa esponente del Cubismo e del Suprematismo.